# Bitva o Mariupol
Bitva o Mariupol (také obléhání Mariupolu) bylo vojenské střetnutí mezi Ruskou federací a Ukrajinou, které začalo 25. února 2022 během ruské invaze na Ukrajinu v roce 2022 a skončilo ruským dobytím města 20. května, kdy kapitulovali poslední ukrajinští obránci v rozsáhlém areálu železáren Azovstal.
Ruské síly město zcela oblehly 2. března, poté zejména díky rozsáhlé dělostřelecké podpoře postupně získávaly v těžkých pouličních bojích nad městem kontrolu. 22. dubna se obránci stáhli do opevněného areálu Azovstalu. 16. května ukrajinský prezident Volodymyr Zelenskyj prohlásil, že země potřebuje své hrdiny živé, čímž prakticky oznámil konec bojů ve městě.
Přestože bitva skončila ruským vítězstvím, naprostým zničením města a zajetím minimálně stovek zkušených ukrajinských vojáků z praporu Azov a 36. brigády námořní pěchoty, z ukrajinského pohledu bylo zásadní, že obránci města dokázali navzdory obklíčení týdny vázat velké množství jednotek ruské armády i sil samozvané Doněcké lidové republiky, které nemohly být využity na jiných úsecích fronty, a navíc jim způsobit těžké ztráty. Dle některých odborníků tudíž šlo o Pyrrhovo vítězství.
Pouliční boje a bombardování města dělostřelectvem a následně i strategickými bombardéry Tu-22 si vyžádaly značné množství civilních obětí. Červený kříž situaci označil za „apokalyptickou“ a ukrajinské úřady obvinily Rusko z vyvolání velké humanitární krize ve městě, přičemž představitelé města uvádějí, že zahynulo asi 21 000 civilistů.
Během prvních dní invaze ukrajinský fotograf a kameraman Mstyslav Černov s kolegy natáčel záběry, ze kterých vznikl dokument 20 dní v Mariupolu. V lednu 2024 byl nominován na Oscara.

## Pozadí
Město Mariupol bylo s více než 420 tisíci obyvateli před invazí největším městem v Ukrajinou kontrolované části Doněcké oblasti. Jedná se o významné průmyslové centrum, sídlo železáren Azovstal a dopravní tepnu u Azovského moře s významným námořním přístavem.
Pro Rusko mělo dobytí umožnit pozemní cestu na Krym a také průjezd ruské námořní dopravy. Obsazením města by byla získána kontrola nad celým Azovským mořem.
V květnu 2014 během války v Donbasu zaútočily na město síly separatistické a Ruskem podporované Doněcké lidové republiky (DLR) a během bitvy o Mariupol donutily ukrajinské síly k ústupu, následující měsíc však ukrajinské síly město ofenzivou dobyly zpět. O několik měsíců později, v září, se jej DLR pokusila dobýt podruhé, což se opět nepodařilo. V říjnu premiér Alexandr Zacharčenko přislíbil, že město získá zpět. Konflikt byl zmrazen, když byla v roce 2015 podepsána dohoda o příměří Minsk II. Jednou ze skupin, která se nejvíce zasloužila o znovudobytí Mariupolu, byl prapor Azov, ukrajinská ultranacionalistická dobrovolnická milice. Do září 2014 byl Azov začleněn do Národní gardy Ukrajiny a za své velitelství si stanovil Mariupol. Vzhledem k tomu, že jedním z deklarovaných cílů Vladimira Putina v této válce byla „denacifikace“ Ukrajiny, představoval Mariupol pro ruské síly důležitý ideologický cíl.
Před obléháním opustilo Mariupol podle zástupce starosty města asi 100 000 obyvatel.
Město bránily ukrajinské pozemní síly, ukrajinská námořní pěchota, Národní garda Ukrajiny (především prapor Azov), síly územní obrany Ukrajiny a nepravidelné jednotky.

## Bitva

### Únor
Bitvě předcházelo dělostřelecké bombardování města ruskými silami 24. února, při kterém bylo údajně zraněno 26 osob. Dne 25. února ráno ruské síly postupovaly k Mariupolu z území DLR na východě a střetly se s Ukrajinci v bitvě u obce Pavlopil. Ukrajinci ruské síly porazili a podle starosty Mariupolu Vadyma Bojčenka údajně zničili 22 ruských tanků.
Večer 25. února zahájilo ruské námořnictvo obojživelný útok na pobřeží Azovského moře západně od Mariupolu. Americký představitel obrany uvedl, že Rusové potenciálně nasadí z tohoto předmostí tisíce příslušníků námořní pěchoty.
Dne 26. února ruské síly pokračovaly v dělostřeleckém bombardování Mariupolu. Následně řecká vláda oznámila, že při ruských úderech v Mariupolu bylo zabito 10 řeckých civilistů, z toho 6 ve vesnici Sartana a 4 ve vesnici Buhas.
Ráno 27. února Bojčenko prohlásil, že ruská tanková kolona rychle postupovala na Mariupol z DLR, ale tento útok byl odražen ukrajinskými silami, přičemž 6 ruských vojáků bylo zajato. Později téhož dne byla v Mariupolu ruským ostřelováním zabita šestiletá dívka.
Dne 28. února zůstalo město pod ukrajinskou kontrolou, přestože bylo obklíčeno ruskými jednotkami a vystaveno neustálému ostřelování. Bojčenko oznámil, že v jeho blízkosti bylo sestřeleno ruské vojenské letadlo. Ve večerních hodinách byla přerušena dodávka elektřiny, plynu a internetu ve většině města.

### Březen

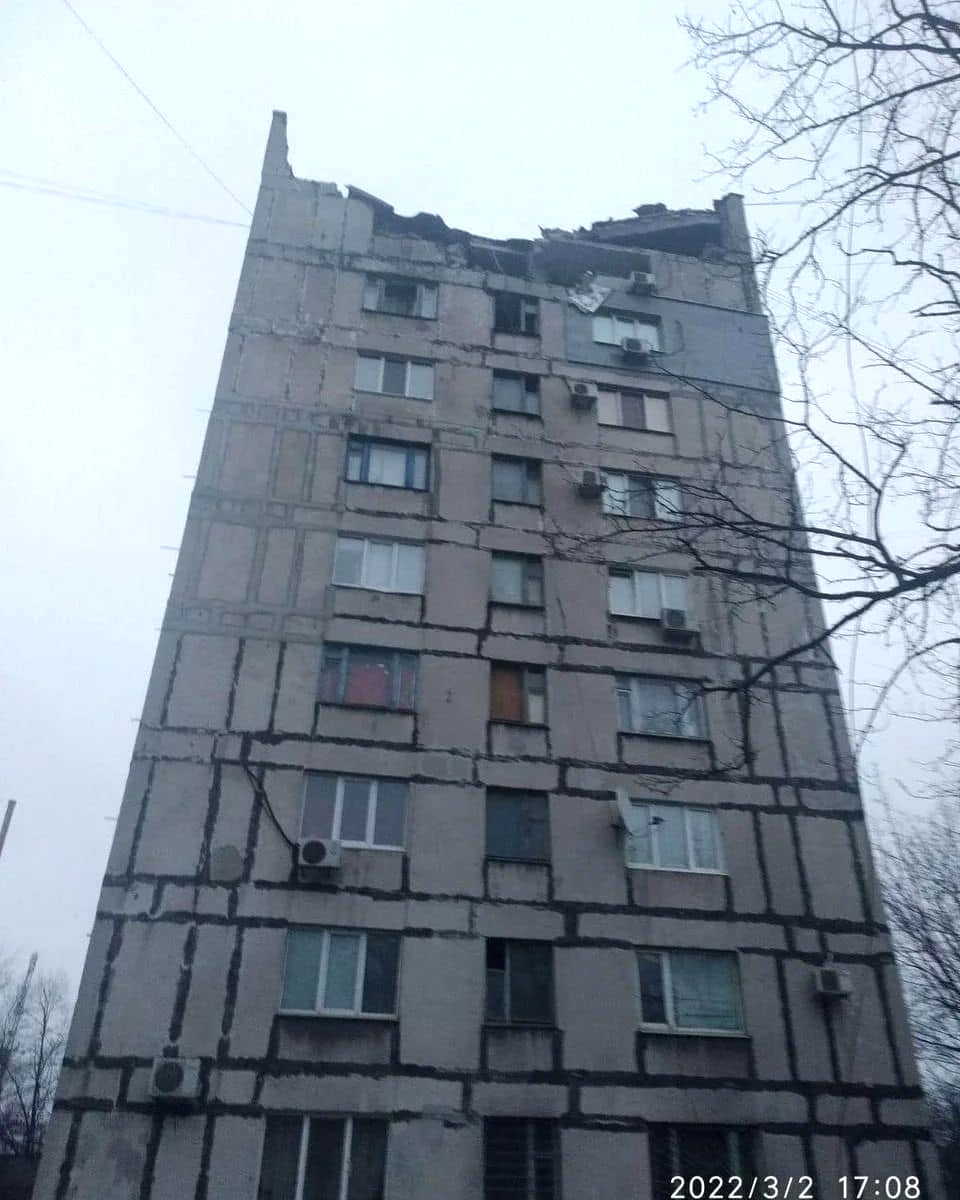
Zničený obytný dům 2. března

Dne 1. března oznámil Denis Pušilin, šéf DLR, že síly DLR téměř zcela obklíčily město Volnovacha a že brzy učiní totéž v Mariupolu. Téhož dne se objevily zprávy, že ruské síly převzaly kontrolu nad nedalekou Sartanou.
Dne 1. března došlo k velkému výbuchu v civilním obytném komplexu ve městě, pravděpodobně v důsledku výbuchu kazetové bomby. 1. března ruské dělostřelectvo ostřelovalo město a způsobilo více než 21 zraněných.
Dne 2. března se Mariupol po více než 15 hodinách nepřetržitého bombardování ruskými silami, které užívají dělostřelectvo, vícenásobné raketové odpalovací systémy, letadla a taktické rakety, ocitl na pokraji humanitární katastrofy. Údery směřují na klíčovou infrastrukturu a přerušily dodávky vody a elektřiny do některých částí města. Jedna hustě obydlená obytná čtvrť na levém břehu města byla téměř úplně zničena. Cílené údery zasáhly čerpací stanice a elektrické transformátory a v některých částech města je nedostatek potravin. Mariupol je pro Rusko klíčovým strategickým cílem, protože jeho obsazení by umožnilo Ruskem podporovaným separatistickým silám na východě Ukrajiny spojit síly s jednotkami na Krymu.

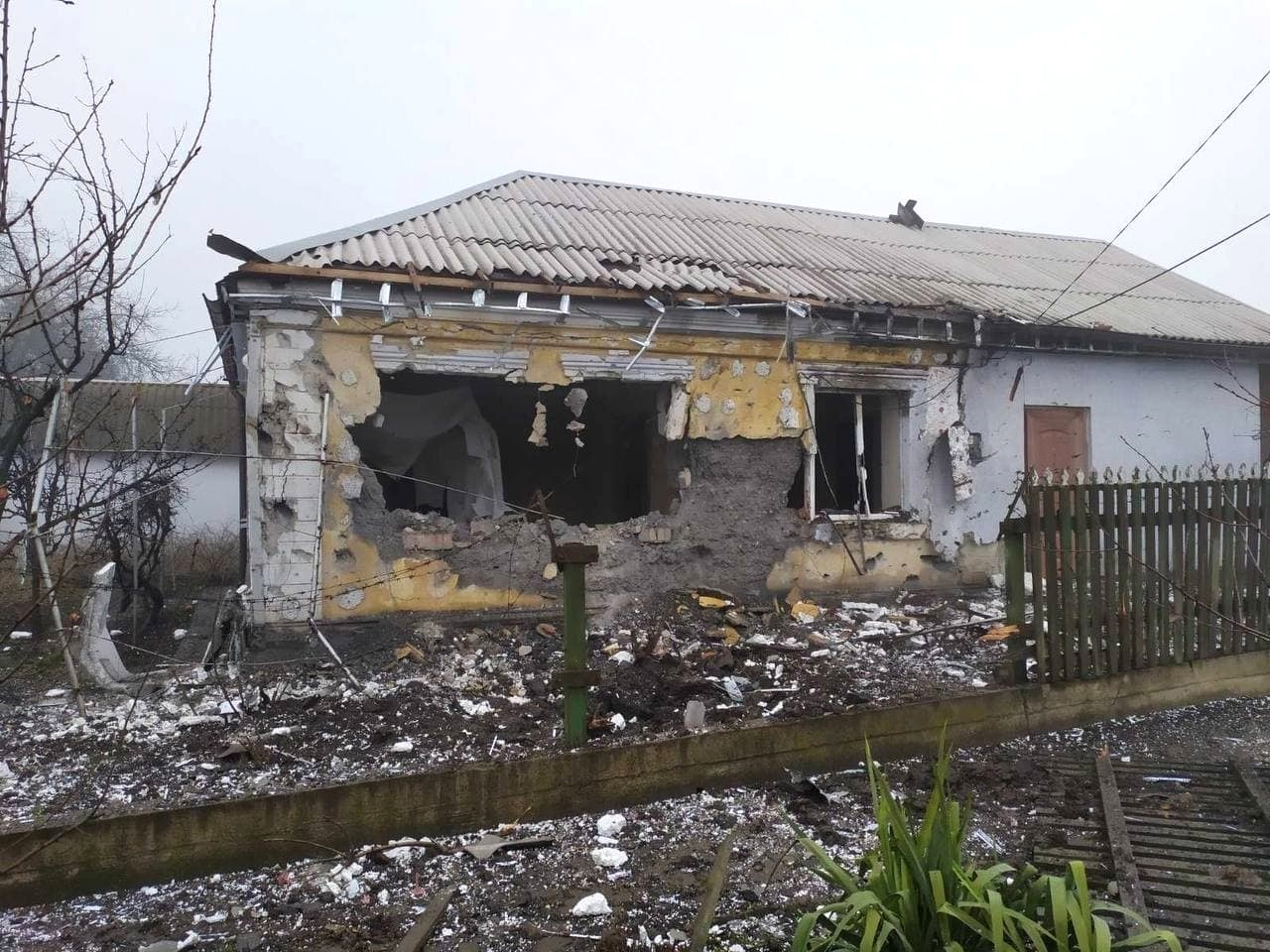
Důsledek ruského náletu z 3. března

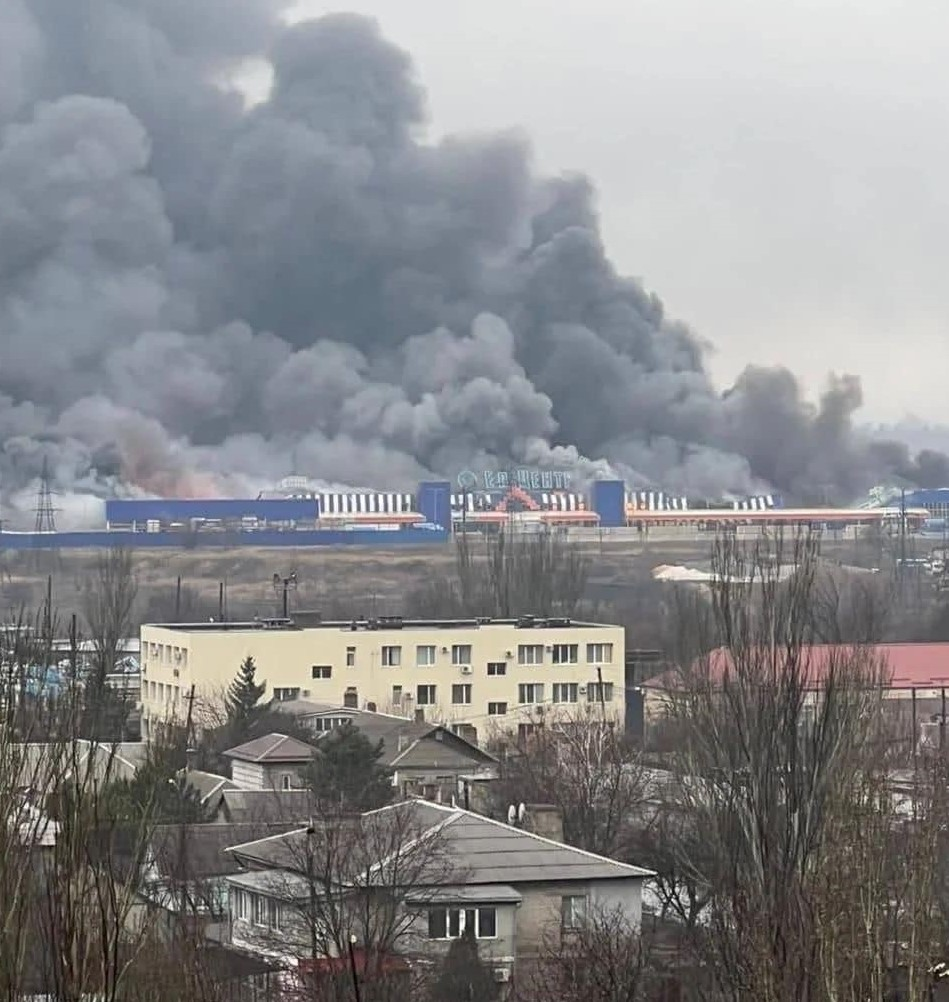
Hořící budovy po ruském náletu, 3. března

Ráno 3. března bylo město znovu ostřelováno ruskými jednotkami. Mluvčí milice DLR Eduard Basurin oficiálně vyzval obklíčené ukrajinské síly v Mariupolu, aby se vzdaly, jinak budou čelit „cíleným úderům“. Mluvčí ruského ministerstva obrany Igor Konašenkov oznámil, že síly Doněcké republiky zpřísnily obléhání a že byly obsazeny tři blízké osady.
Dne 4. března Bojčenko veřejně v televizi prohlásil, že Rusko chce „vymazat obyvatele Mariupolu z povrchu zemského“ a že zásoby docházejí. Starosta vyzval ke zřízení humanitárního evakuačního koridoru a k vyslání dalších vojenských posil. Uvedl, že Rusové ostřelují městské nemocnice raketami Grad a že obyvatelé města již nemají teplo, tekoucí vodu ani elektřinu. Později téhož dne bylo navrženo dočasné příměří pro oblast Mariupolu, aby se občané mohli evakuovat.
Dne 5. března ukrajinská vláda oznámila, že chce z Mariupolu evakuovat 200 000 civilistů. Mezinárodní humanitární organizace Červený kříž oznámila, že bude vystupovat jako garant nového příměří, které by tuto evakuaci umožnilo. Červený kříž označil situaci v Mariupolu za mimořádně zoufalou.
Po třech dnech intenzivního ostřelování bylo vyhlášeno příměří, které mělo platit od 11 do 16 hodin. Civilisté se poté začali evakuovat z Mariupolu humanitárním koridorem do města Záporoží. Když však civilisté vstoupili do evakuačního koridoru, ruská armáda pokračovala v ostřelování a evakuace byla rychle uvedena v chaos a evakuovaní byli nuceni se vrátit.
Ukrajinské úřady oznámily, že ruské síly nedodržují příměří, a nařídily odložit operaci, protože ruské jednotky pokračovaly v ostřelování města. Ruské ministerstvo obrany obvinilo ukrajinské „nacionalisty“, že nedovolili civilistům evakuovat se směrem do Ruska. Proruští povstalci oznámili, že Mariupol opustilo pouze 17 lidí.
Mezinárodní výbor Červeného kříže (MVČK) 6. března oznámil, že druhý pokus zahájit evakuaci 200 000 lidí z Mariupolu selhal. Důvodem byly zprávy o dalším ruském ostřelování. Německá zpravodajská televize ZDF uvedla, že potvrdila, že evakuace byla zastavena, protože ruské síly zahájily palbu na evakuující civilisty. MVČK informoval, že v Mariupolu se odehrávají zničující scény lidského utrpení.
Téhož dne ráno BBC News informovala, že 200 000 lidí v Mariupolu je uvězněno pod těžkým bombardováním. Informovala také o požárech, nedostatku vody a mrtvolách na ulicích. V 10:30 dopoledne ukrajinská poslankyně Inna Sovsunová na Twitteru napsala, že ruské síly poškodily palivové potrubí, které zásobuje Mariupol, a více než 700 000 lidí tak zůstalo bez tepla. Uvedla také, že lidé mohou umrznout, protože teplota často klesá pod 0 °C.
Ředitel operací MVČK Dominik Stillhart 7. března uvedl, že dohody o humanitárním koridoru byly zatím uzavřeny pouze v zásadě, nikoliv „dostatečně přesně, aby mohly být následně realizovány“. Tým MVČK například zjistil, že jedna z navrhovaných cest koridoru je zaminovaná. MVČK zprostředkovával jednání mezi vojáky. Primární plynovod v Mariupolu byl ostřelován, což přerušilo mnohé dodávky.
Dne 8. března došlo k dalšímu pokusu o evakuaci civilistů, ale ukrajinská vláda obvinila Rusko z opětovného porušení příměří, přičemž ukrajinská vláda obvinila ruské síly z bombardování evakuačního koridoru.
Agentura Associated Press 9. března oznámila, že desítky civilistů a vojáků byly narychlo a bez obřadu pohřbeny do masového hrobu. Hluboký příkop dlouhý asi 25 metrů (27 yardů) vykopaný na starém hřbitově v centru města se plnil těly, která pracovníci městské sociální služby sbírali z márnic a soukromých domů. Předchozího dne dopadly na samotný hřbitov střely, které přerušily pohřbívání a poškodily zeď.
Pokus o příměří, který se snažil vytvořit humanitární koridor, 9. března ztroskotal poté, co Serhij Orlov oznámil, že ruští vojáci zahájili palbu na stavební dělníky a evakuační místa. Orlov popsal nedostatek zásob jako tak vážný, že obyvatelé rozpouštěli sníh, aby získali vodu. Místní ukrajinští představitelé oznámili, že museli vykopat hromadný hrob pro civilní a vojenské oběti, protože normální pohřbívání se stalo nemožným. Později téhož dne městská rada vydala prohlášení, že ruský nálet zasáhl a zničil porodnici a dětskou nemocnici. Ukrajinští představitelé uvedli, že byli zabiti tři civilisté a nejméně 17 jich bylo zraněno.
Městská rada 11. března uvedla, že během obléhání bylo zabito nejméně 1 582 civilistů.
Dne 12. března byla podle ukrajinského ministerstva zahraničí ruským ostřelováním zasažena mešita sultána Sulejmana, která ukrývala 80 civilistů včetně tureckých občanů, útok však popřel İsmail Hacıoğlu, šéf Asociace mešity Sulejmana Nádherného, s tím, že bombardování bylo vzdáleno asi 700 metrů.
Ukrajinská armáda tvrdí, že ruské síly obsadily východní předměstí obléhaného města Mariupol.
V aktualizaci na Facebooku armáda uvádí, že dobytí Mariupolu a Severodoněcku na východě bylo pro ruské síly prioritou. Mariupol je již více než týden v obležení, bez elektřiny, plynu a vody. Opakované snahy o evakuaci lidí z města se 430 000 obyvateli ztroskotaly na ostřelování humanitárních konvojů.

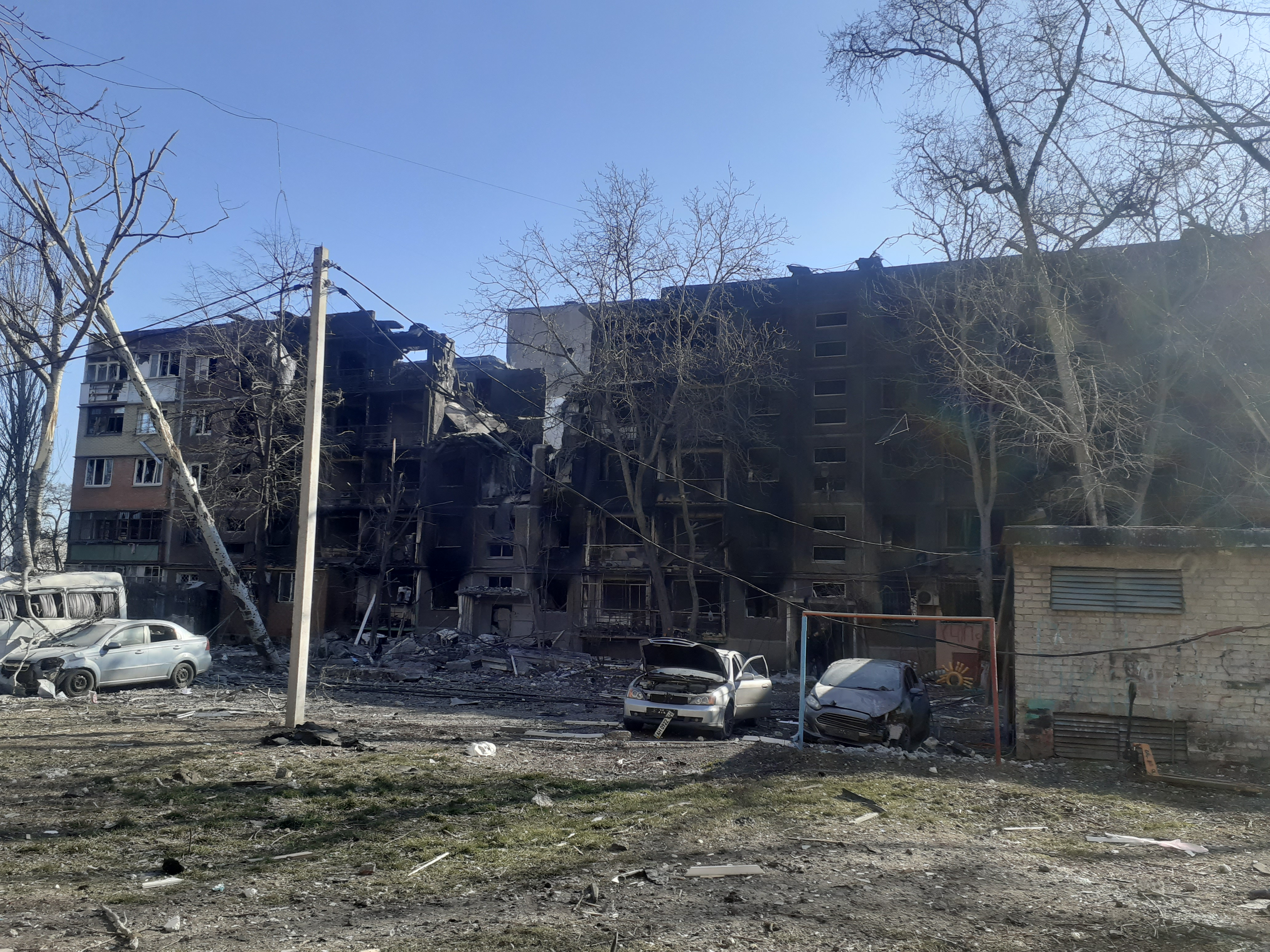
Zničená bytovka z 16. března

Dne 16. března 2022 ruské ozbrojené síly vybombardovaly Doněcké oblastní činoherní divadlo v Mariupolu, které sloužilo jako úkryt během obléhání Mariupolu a ve dnech před 16. březnem se v něm zdržovalo asi 500 až 1 200 civilistů. Ti údajně bombardování přežili; vyprošťování stále ostřelovaných zavalených vstupů prokázalo v pátek 25. března 2022 cca 300 obětí včetně dětí.
Dne 18. března měli separatisté dobýt mariupolské letiště.
Dne 19. března propukly boje o železárny Azovstal.
Dne 23. března bylo vedení města včetně starosty evakuováno. Následujícího dne vstoupily ruské jednotky do centra města.
K 27. březnu byla část města stále v držení Ukrajinců. Obráncům však docházely potraviny a pitná voda. Následujícího dne okupanti dobyli kancelářské budovy ve čtvrti Kalmuisky a sídlo Batalionu Azov. O den později ruské síly oznámily, že rozdělily Ukrajince na dvě a možná i na tři kapsy.

### Duben
Podle zprávy ze 12. dubna bylo potvrzeno videozáznamem z dronu, že ruské síly rozdělily zbývající ukrajinské obránce, izolované v jihozápadním přístavu a východní ocelárně Azovstal.
Ruské síly pokračovaly v pomalém postupu přes Mariupol 16. dubna. Složky sil Doněcké lidové republiky dorazily na centrální pláž Mariupolu ze severu. Boje pokračovaly v samotném centru Mariupolu. Ruské síly vstoupily na základnu 12. operační brigády ukrajinské Národní gardy a síly DNR obsadily policejní stanici v centru Mariupolu relativně blízko pláže. Ukrajinské síly pokračovaly v obraně v kapsách, ale zejména v továrně Azovstal, na kterou ruské a zástupné síly nadále silně útočily.
Ruské síly se snažily donutit zbývající ukrajinské obránce ke kapitulaci. Ukrajinský premiér prohlásil 17. dubna, že ukrajinské síly v Mariupolu budou bojovat až do konce.
Dne 18. dubna bylo podle odhadů zničeno 95 % města. Ukrajinští vojáci ignorovali ruské ultimátum ke kapitulaci a rozhodli se bojovat až do konce. Rusko pohrozilo, že „zničí“ ty, kteří budou pokračovat v boji dál. Vojenský expert odhadl, že ve městě se stále může držet 500 až 800 ukrajinských vojáků, zatímco ruští představitelé odhadovali, že v závodě Azovstal se drží 2 500 ukrajinských vojáků a 400 zahraničních dobrovolníků.
Dne 20. dubna ruské síly a síly DLR podnikly útoky na okraji ocelárny Azovstal.
Dne 21. dubna ruský prezident Vladimir Putin nařídil ruským jednotkám, aby na ocelárnu Azovstal neútočily, ale blokovaly ji. Zároveň oznámil, že „dokončení bojových prací na osvobození Mariupolu je úspěchem“, zatímco ukrajinský představitel vyvracel, že komentáře a blokáda místo toho znamenají, že Rusko přiznává svou neschopnost fyzicky dobýt Mariupol.
Dne 22. dubna byl západní Primorský okruh považován za vyklizený ruskými silami a již nebyly hlášeny žádné boje, přičemž všechny zbývající ukrajinské síly byly obklíčeny v ocelárně Azovstal.
V noci z 27. na 28. dubna byly údajně provedeny dosud nejtěžší nálety na Azovstal – podle Ukrajiny bylo na Azovstal vedeno více než 50 úderů letouny Tu-22M3, Su-25 a Su-24. Šéf mariupolské hlídkové policie prohlásil, že zasažena byla i oblast nemocnice.
OSN a Mezinárodní výbor Červeného kříže zahájily 30. dubna evakuaci humanitárním koridorem. Tento koridor byl vytvořen po cestě generálního tajemníka OSN Antónia Guterrese do Moskvy v předchozím týdnu, kde osobně zprostředkoval dohodu o humanitárním koridoru. Dne 30. dubna opustilo ocelárnu Azovstal 20 civilistů. Ruská média tvrdí, že jich bylo 25. Probíhají jednání, která se mají pokusit o propuštění zbývajících asi 1 000 civilistů. Nejméně dvě manželky příslušníků pluku Azov vyzvaly k souběžné evakuaci asi 2 000 příslušníků ozbrojených sil, kteří by zůstali ve městě po evakuaci civilistů, a zdůraznily obavy ze zacházení ze strany Rusů jako s válečnými zajatci a z nedostatečného zásobování zdravotnickými prostředky a potravinami.

### Květen
Dne 2. května bylo evakuováno asi 100 civilistů. Ruská letadla podle amerického ministerstva obrany používala v Mariupolu neřízené bomby. Ruské pozemní síly se také údajně stahovaly z města, pravděpodobně aby posílily své pozice v Donbasu, kde Rusko provádělo rozsáhlou ofenzívu.
Dne 3. května ruské síly v Mariupolu obnovily útoky na Azovstal. Začaly útočit na ocelárnu v takzvaných „těžkých krvavých bojích“. Následujícího dne bylo oznámeno, že Rusové prorazili továrnu. Ukrajinský politik Davyd Arahamia řekl: „Všichni Rusové se snažili prorazit: „Pokusy o útok na elektrárnu pokračují již druhý den. Ruská vojska jsou již na území Azovstalu“.
Dne 5. května mohlo asi 300 civilistů odejít díky tomu, že Rusko otevřelo humanitární koridor. Tyto koridory fungovaly od 8:00 do 18:00. Téhož dne přinesl deník The Telegraph zprávu, že Rusko zintenzivnilo bombardování bunkrů ocelárny pomocí termobarických bomb, aby zvýšilo ničivost nasazené palebné síly proti zbývajícím ukrajinským vojákům, kteří ztratili veškerý kontakt s kyjevskou vládou; ve své poslední komunikaci Zelenskyj pověřil velitele obležené ocelárny, aby se pod tlakem zvýšených ruských útoků v případě potřeby vzdal.
Podle OSN bylo 6. května evakuováno celkem asi 500 civilistů. Azovský pluk hlásí jednoho zabitého bojovníka a šest zraněných při pomoci s evakuací civilistů.
Dne 7. května ukrajinská vláda oznámila, že všechny zbývající ženy, děti a starší lidé, kteří se nacházeli uvnitř ocelárny Azovstal, byli evakuováni.
Dne 8. května požádal velitel 36. námořní pěší brigády Serhij Volinskij, „aby vyšší moc našla způsob, jak vymyslet naši záchranu!“. Později řekl: „připadám si, jako bych se ocitl v pekelné reality show, ve které my vojáci bojujeme o život a celý svět sleduje tuto zajímavou epizodu. Bolest, utrpení, hlad, bída, slzy, strach, smrt. To všechno je skutečné“. Prezident Zelenskyj odpověděl: „pracujeme na evakuaci naší armády“.
Doněcká lidová republika uspořádala 9. května v Mariupolu přehlídku ke Dni vítězství. Akce se zúčastnil i vůdce republiky Denis Pušilin.
Dne 10. května ukrajinské úřady oznámily, že v ocelárnách Azovstal zůstalo uvězněno 1 000 ukrajinských vojáků.
Ústav pro studium války konstatoval, že 12. května nedošlo k ruské pozemní ofenzívě, ale poznamenal, že ruské síly pravděpodobně následující den zajistily dálnici M14.
Dne 16. května ukrajinský generální štáb oznámil, že posádka v Mariupolu „splnila svůj bojový úkol“ a že byla zahájena evakuace z ocelárny Azovstal. Armáda uvedla, že 264 příslušníků služby, z nichž 53 bylo „vážně zraněno“, bylo autobusy odvezeno do oblastí kontrolovaných ruskými silami.
Ruský tiskový tajemník Dmitrij Peskov uvedl, že ruský prezident Vladimir Putin se zaručil, že s bojovníky, kteří se vzdali, bude zacházeno „v souladu s mezinárodními standardy“, zatímco ukrajinský prezident Volodymyr Zelenskyj v projevu řekl, že „práce na návratu bojovníků domů pokračuje a tato práce vyžaduje jemnost a čas“. Někteří významní ruští zákonodárci vyzvali vládu, aby odmítla výměnu zajatců za příslušníky pluku Azov.
Dne 18. května ruské dělostřelectvo a letadla bombardovaly zbývající obránce Azovstalu. Vedení DLR tvrdilo, že místní vysoce postavení ukrajinští velitelé se dosud nevzdali.
Podle ruských zdrojů se 20. května vzdali poslední obránci, mezi nimi velitel pluku Azov, podplukovník Denys Prokopenko, jeho zástupce, kapitán Svjatoslav Palamar a major Volynskij. Ruské ministerstvo obrany tvrdilo, že mezi 16. a 20. květnem bylo v Azovstalu zajato celkem 2439 zajatců, a že ocelárna je nyní pod kontrolou ruských sil a sil DLR. Ruští blogeři na Telegramu později sdíleli video, na němž je údajně vidět, jak 22. května ruští vojáci útočí na některé zbývající ukrajinské zajatce v Azovstalu.
Dne 25. května vůdce DLR Denis Pušilin prohlásil, že v oblasti závodu Azovstal byly objeveny a zajaty některé ukrajinské úkryty.
Dne 26. května Rusko po odminování znovu otevřelo přístav Mariupol pro obchodní lodě.
Ruské ministerstvo obrany 31. května oznámilo, že v nefunkčním chladírenském voze v Azovstalu našlo těla 152 ukrajinských vojáků. Pod těly byly nalezeny výbušniny schopné je zabít. Těla byla předána Ukrajině.

### Červen
V červnu 2022 ukrajinská armáda potvrdila, že Rusko vrátilo těla asi 210 mrtvých ukrajinských vojáků, z nichž většina bojovala v ocelárnách Azovstal. Jsou mezi nimi i vojáci z jednotky Azov. Podle ABC je v ruské vazbě stále asi 2 000 ukrajinských vojáků. Ukrajina doufá ve výměnu zajatců, někteří ruští politici však chtějí tyto vojáky postavit před soud. 

## Následky
Dne 18. května Denis Pušilin oznámil, že Doněcká lidová republika Azovstal zbourá a Mariupol přemění na letovisko.
Ruští blogeři na Telegramu sdíleli video, na kterém údajně 22. května ruští vojáci útočí na některé zbývající ukrajinské úkryty v Azovstalu. Hlava DLR Denis Pušilin prohlásil, že v oblasti závodu Azovstal byly objeveny a zajaty některé ukrajinské úkryty.[zdroj?]
Dne 26. května Rusko po odminování znovu otevřelo přístav Mariupol pro obchodní plavidla.
Při výbuchu ve věznici Olenivka 29. července 2022 bylo zabito 53 ukrajinských válečných zajatců z Mariupolu a 75 jich bylo zraněno. Ukrajinské i ruské úřady se z útoku na věznici vzájemně obviňovaly. K 30. červenci nebylo nezávisle potvrzeno, k čemu ve věznici došlo.

### Vypuknutí epidemie cholery
Ukrajinský parlament 30. dubna 2022 konstatoval, že životní podmínky ve městě se snížily na „středověkou“ úroveň a že většina hygienické a zdravotnické infrastruktury města byla zničena, což mohlo ohrozit obyvatele města nemocemi.
Koncem dubna městská rada Mariupolu vyzvala k evakuaci 100 000 obyvatel a varovala před  „smrtící epidemií“ ve městě.
Dne 28. dubna 2022 vydal Rospotrebnadzor usnesení o 40 odstavcích, v němž vyzval k přijetí dalších opatření týkajících se pitné a odpadní vody, zejména v místech, která se stala místy pobytu ukrajinských uprchlíků (konkrétně v Belgorodské, Brjanské, Kurské, Rostovské a Voroněžské oblasti), a také k poskytnutí informací občanům o choleře. Vláda Rostovské oblasti oznámila, že ukrajinští uprchlíci v Rusku budou testováni na choleru.
Světová zdravotnická organizace 17. května 2022 varovala před možností vypuknutí cholery na Ukrajině, přičemž regionální ředitel WHO pro Evropu Hans Kluge uvedl: „Jsme znepokojeni možným vypuknutím cholery v okupovaných oblastech, kde je poškozena nebo zničena vodovodní a hygienická infrastruktura“. K těmto obavám se připojila i vedoucí incidentu WHO na Ukrajině Dorit Nitzanová, která informovala o „bažinách“ odpadní vody v ulicích Mariupolu a tvrdila, že ve městě dochází k míchání splaškové a pitné vody.
Dne 6. června 2022 varoval náměstek ukrajinského ministra zdravotnictví Ihor Kuzin před možným vypuknutím epidemie cholery ve městě; uvedl, že všechny předpoklady pro vypuknutí epidemie již existují. Kromě Mariupolu ukrajinské pracovní skupiny testovaly půdu a pitnou vodu v Kyjevské, Žytomyrské, Černihivské a Sumské oblasti. Krátce po jeho prohlášení ruské okupační úřady uvalily na město karanténu.
Starosta Bojčenko 11. června prohlásil, že ve městě vypukla epidemie cholery, protože byly porušeny hygienické systémy a na ulicích hnily mrtvoly.

## Humanitární situace a obvinění z válečných zločinů
Poradce starosty Mariupolu Petro Andrjuščenko 6. března oznámil, že lidé „pijí z kaluží na ulicích“ kvůli ztrátě tekoucí vody ve městě, kterou způsobilo několikadenní nepřetržité ruské ostřelování a bombardování. Uvedl také, že v Mariupolu není teplo, elektřina ani telefonní spojení, zatímco civilisté se nemohli z města evakuovat kvůli opakovanému porušování příměří, útokům na dohodnuté evakuační koridory a přímým útokům na civilisty pokoušející se o evakuaci.
Dne 7. března označil velvyslanec USA při Organizaci pro bezpečnost a spolupráci v Evropě Michael Carpenter dva incidenty, ke kterým došlo v Mariupolu 5. a 6. března, za válečné zločiny. Uvedl, že v obou dnech ruské síly bombardovaly dohodnuté evakuační koridory, zatímco se je civilisté snažili využít.
Organizace Human Rights Watch vydala 8. března prohlášení týkající se obléhání a jeho humanitárních důsledků.
Dne 9. března, poté co nálet poškodil porodnici a dětskou nemocnici, ukrajinský prezident Volodymyr Zelenskyj na Twitteru označil útok za „zvěrstvo“ spolu s videem trosek budovy. Na ostřelování reagoval premiér Spojeného království Boris Johnson, který slíbil, že požene Putina k odpovědnosti „za jeho strašné zločiny“. Vojenské akce v Mariupolu řídí generálporučík Michail Mizincev, který údajně stojí i za rozkazy k bombardování dětské nemocnice a divadla.
Rusko nejprve bombardování nemocnice popřelo, později však ruský ministr zahraničí Sergej Lavrov uvedl, že Rusko bombardovalo porodnici, protože byla obsazena praporem Azov. Odpoledne 10. března ruské velvyslanectví ve Spojeném království ve svém tweetu uvedlo, že dvě těhotné ženy, které byly po útoku viděny zraněné, ve skutečnosti hrála tatáž žena, ukrajinská beauty bloggerka s „realistickým make-upem“, a že porodnice byla obsazena praporem Azov a žádné ženy ani děti se v ní nenacházely, protože zařízení bylo „nefunkční“. Tweet byl později Twitterem odstraněn pro porušení jeho pravidel.
Dmitrij Peskov, tiskový tajemník ruského prezidenta, krátce po výbuchu prohlásil, že ruská vláda incident vyšetří. Později téhož dne mluvčí ruského ministerstva zahraničí Marija Zacharovová odmítla bombardování nemocnice jako „informační terorismus“, zatímco mluvčí ruského ministerstva obrany Igor Konašenkov prohlásil, že bombardování bylo zinscenované.

## Reakce
Bitva byla ukrajinskými a americkými představiteli přirovnávána k obléhání Leningradu za druhé světové války.
Světoví vůdci vyzvali k vytvoření humanitárních koridorů a podpořili Ukrajinu.

## Propuštění obránců ze zajetí
Dne 22. září 2022 bylo oznámeno, že Rusko, výměnou za ruské zajatce, propustilo ze zajetí 215 obránců Mariupolu, mezi nimi i velitele a zástupce velitele pluku Azov. Výměnu zprostředkovalo Turecko.